# 鄣吴村
鄣吴村是中华人民共和国浙江省湖州市安吉县鄣吴镇下辖的一个村。
2014年2月19日，鄣吴村公布为第六批中国历史文化名村。
2014年11月25日，鄣吴村公布为第三批中国传统村落。

## 吴昌硕故居

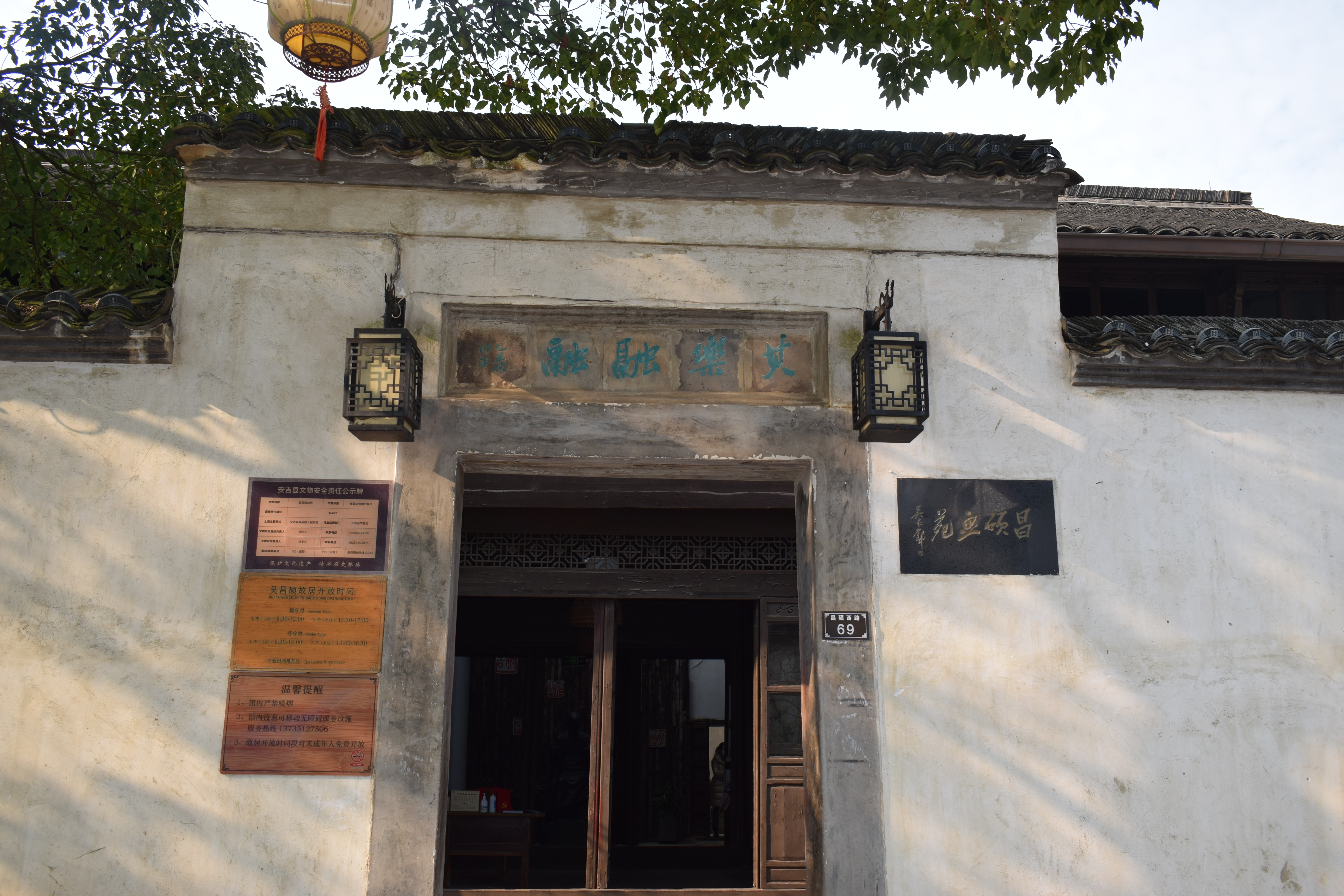
吴昌硕故居大门

2011年1月7日，鄣吴村的吴昌硕故居（含故居、修谱大屋、木门楼）公布为第六批浙江省文物保护单位。